# Новозеландски тънък гекон
Зелените дървесни гекони (Naultinus elegans), наричани също новозеландски стройни гекони, са вид дребни влечуги от семейство Diplodactylidae.
Разпространени са в северните части на Северния остров на Нова Зеландия. Достигат 145 милиметра дължина на тялото без опашката.